# Etxalar
Etxalar är en kommun i Spanien.   Den ligger i provinsen Provincia de Navarra och regionen Navarra, i den nordöstra delen av landet, 400 km nordost om huvudstaden Madrid. Antalet invånare är 818. Arean är 47 kvadratkilometer.
Terrängen i Etxalar är kuperad.